# Kamimuria chingtechnensis
Kamimuria chingtechnensis és un insecte pertanyent a la família dels pèrlids.